# Мустафа Бушати
Мустафа Бушати (Бушатли) е полунезависим албански паша на Шкодра през 1815-1831 година, последният от династията Бушати.
Мустафа Бушати, син на Кара Махмуд паша Бушати, наследява починалия през 1809 година свой чичо, шкодренски владетел Ибрахим Бушати, първоначално с длъжността мютесариф, а от 1815, когато е 19-годишен – като паша на Шкодра. Заради враждата му с отцепника Али паша от Янина, османският султан Махмуд II поверява на Мустафа паша санджаците Дукагин, Елбасан, Дебър и Охрид.
След разгрома на Али през 1822 Мустафа паша се превръща в най-могъщия противник на реформите, целящи засилване на централната администрация и изграждане на редовна армия за сметка на местните първенци в западните османски провинции. Своеволието му обрича на неуспех някои от най-важните военни мероприятия на Османската империя през този период. През 1823, в хода на гръцката война за независимост, Мустафа Бушати се оттегля от обсадата на Месолонги, за да потуши безредици в собствените си владения. По време на руско-турската война от 1828-1829 Бушати води сепаративни преговори с Русия, за да получи от нея признание и гаранции за владенията си. Едва когато руснаците преминават Балкана Бушати повежда 40-хилядна армия, с която преминава през София и Пловдив и достига Хаскьой, в тила на заелия Одрин генерал Дибич. Това поставя в трудно положение руските войски, но Махмуд II предпочита да сключи мирен договор при тежки условия, вместо да разчита на албанците.
След оттеглянето на руснаците султанът нарежда на шкодренския паша да отстъпи по-голямата част от владенията си и да приеме в крепостта си гарнизон от редовната армия. В отговор Мустафа паша вдига въстание, привличайки на своя страна бошняци и косовски албанци. През пролетта на 1831 година войските му нахлуват в Западна Македония и достигат до София, но са разбити от великия везир Решид Мехмед паша при Прилеп. Мустафа паша е преследван и обсаден в Шкодра. След 6-месечна обсада той сключва споразумение със султана с австрийско посредничество и предава крепостта. Пощаден е в замяна на доживотно изгнание. След 1846 година управлява области в Анадола, по-късно в Херцеговина и Медина, където умира апрез май 1860.